# Neomyia scatophaga
Neomyia scatophaga är en tvåvingeart som först beskrevs av Malloch 1924.  Neomyia scatophaga ingår i släktet Neomyia och familjen husflugor. Inga underarter finns listade i Catalogue of Life.